# 磷酸锆
磷酸锆是一种无机化合物，化学式为Zr3(PO4)4。它可由氢氧化锆和磷酸在溶剂热条件下合成得到，或通过四氯化锆、五氧化二磷和氧化锂在1200 °C、6 GPa下的反应制得。它可用于制备防火复合材料。